# 히구치 유타
히구치 유타(일본어: 樋口 雄太, 1996년 10월 30일~)는 일본의 축구 선수이다.

## 구단 경력
그는 2019년 J1리그의 사간 도스에 입단했다. 2021년까지 66경기에 출전하여, 7득점을 넣었다. 2022년 가시마 앤틀러스로 이적했다.